# Horace Herring
Horace Herring est un boxeur américain né le 19 juin 1922 à St. Petersburg, Floride, et mort le 18 mai 1999 à Lemoore, Californie.

## Carrière
Sa carrière amateur est principalement marquée par une médaille d'argent remportée aux Jeux olympiques d'été de 1948 à Londres dans la catégorie des poids welters.

### Jeux olympiques
Médaille d'argent en -67 kg aux Jeux de 1948 à Londres

## Référence
1. ↑  (en) Résultats des Jeux olympiques 1948 (amateur-boxing.strefa.pl)